# Guillermo Cuadra Fernández

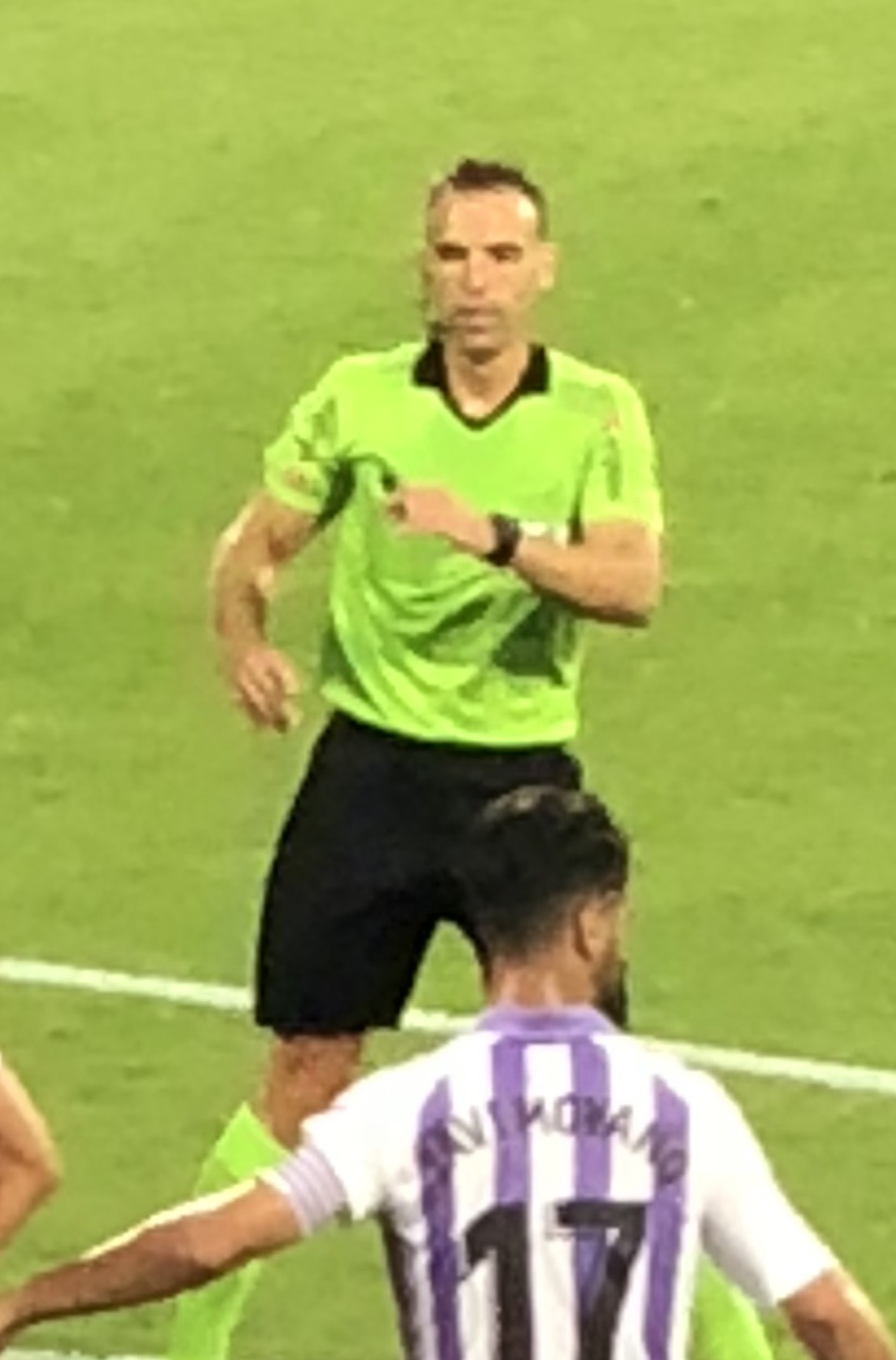
Guillermo Cuadra Fernández (2018)

Guillermo Cuadra Fernández (* 25. April 1984) ist ein spanischer Fußballschiedsrichter.
Seit 2020 steht er auf der FIFA-Liste und leitet internationale Fußballpartien.
Beim olympischen Fußballturnier 2020 in Tokio wurde Cuadra Fernández als Videoschiedsrichter eingesetzt.
Bei der U-21-Europameisterschaft 2021 in Slowenien und Ungarn ersetzte Cuadra Fernández den kurz vor dem Turnier an COVID-19 erkrankten und von der Liste gestrichenen Ricardo de Burgos Bengoetxea. Cuadra Fernández pfiff drei Gruppenspiele und das Viertelfinale zwischen Dänemark und Deutschland (2:2 n. V., 5:6 i. E.).
Zudem war er beim FIFA-Arabien-Pokal 2021 im Einsatz.
Am 13. Januar 2022 leitete Cuadra Fernández das zweite Halbfinale der Supercopa de España 2021 zwischen Atlético Madrid und Athletic Bilbao (1:2).
Bei der Fußball-Europameisterschaft der Frauen 2022 in England war Cuadra Fernández als Videoschiedsrichter im Einsatz.